# Sergeant Rutledge
Sergeant Rutledge este un film western american Technicolor din 1960. Regizat de John Ford, îi are în rolurile principale pe Jeffrey Hunter⁠(d), Constance Towers⁠(d), Woody Strode și Billie Burke. Șase decenii mai târziu, filmul continuă să atragă atenția, fiind unul dintre primele lungmetraje mainstream din Statele Unite care au abordat cu sinceritate problema rasismului și care au avut un actor afro-american în rol principal. În 2017, criticul Richard Brody⁠(d) a observat că „cel mai mare regizor politic american, John Ford, a dramatizat într-un mod necruțător, în filmele sale western, distorsiunile mentale și istorice care decurg din originile violente ale țării – inclusiv moștenirea rasismului, cu care s-a confruntat de-a lungul carierei sale, abordată cu desăvârșire în filmul Sergeant Rutledge”.
Strode interpreta rolul sergentului Rutledge, un prim sergent afro-american dintr-un regiment de culoare⁠(d) al Cavaleriei Statelor Unite. Acesta este jucat de curtea marțială într-un fort al armatei americane la începutul anilor 1880 atât pentru uciderea și violarea unei fete albe, cât și pentru uciderea tatălui ei, comandantul fortului. Filmul prezintă evenimentele prin intermediul unor flashbackuri.

## Rezumat
Filmul prezintă judecarea sergentului Braxton Rutledge (Strode) din al 9-lea Regiment de Cavalerie⁠(d)  de către curtea marțială în 1881. Spre finalul secolului al XIX-lea, în cadrul Armatei Statelor Unite existau patru regimente de culoare⁠(d). Rutledge este apărat de Lt. Tom Cantrell (Jeffrey Hunter⁠(d)), ofițerul unității sale. Povestea este prezentată prin intermediul flashbackurilor și a declarațiilor martorilor, aceștia descriind curții evenimentele desfășurate după uciderea comandantului lui Rutledge, maiorul Custis Dabney, și violarea și uciderea lui Lucy, fiica lui Dabney, sergentul fiind acuzat de ambele crime.
Dovezile circumstanțiale sugerează că sergentul a violat-o și ucis-o pe tânără, iar apoi și-a ucis comandantul. Mai rău, după comiterea acestor crime, Rutledge dezertează. În cele din urmă, acesta este urmărit și arestat de Lt. Cantrell. Rutledge scapă din captivitate în timpul unui raid al amerindienilor, dar se întoarce de bunăvoie pentru a-și avertiza soldații că sunt pe cale să cadă într-o ambuscadă. Acesta este adus înapoi pentru a fi judecat de către un tribunal militar alcătuit numai din albi.
Într-un final, Rutlege este găsit nevinovat de violarea și uciderea fetei după ce Chandler Hubble, un bărbat alb, cedează la interogatoriu și admite că el a comis crima.

## Distribuție
- Jeffrey Hunter⁠(d) - locotenent Tom Cantrell, ofițer din al 9-lea Regiment de Calvalerie, și avocat al apărării. Rolul lui Hunter din Sergeant Rutledge a fost ultimul dintre cele trei roluri interpretate în filme regizate de Ford. Acesta a mai apărut în Căutătorii și Înfrângerea⁠(d).
- Willis Bouchey - Lt. Col. Otis Fosgate (președintele curții marțiale)
- Billie Burke - doamna Cordelia Fosgate. Burke era o actriță veterană care o intepretase pe Glinda în Vrăjitorul din Oz (1939); acesta a fost ultimul ei rol de film.
- Constance Towers - Mary Beecher. Towers a apărut și în filmul Cavaleriștii⁠(d) (1959) regizat de Ford.
- Woody Strode - prim-sergentul Braxton Rutledge, trupa C din al 9-lea Regiment de Cavalerie. Sergeant Rutledge a fost primul dintre cele patru filme realizate John Ford cu Strode în distribuție. Într-un interviu, Strode și-a amintit cum a fost ales pentru acest rol: „Marile studiouri au vrut un actor ca Sidney [Poitier] sau [Harry] Belafonte ”, își amintea acesta. Ford l-a susținut și a declarat că actorii recomandați de studio „nu sunt suficient de duri pentru a-l interpreta pe sergentul Rutledge”.[8]
- Juano Hernández - sergentul Matthew Luke Skidmore, trupa C
- Carleton Young⁠(d) - căpitanul Shattuck (procuror)
- Judson Pratt - locotenentul Mulqueen din al 9-lea Regiment de Cavalerie (membru al curții marțiale) (necreditat)
- Chuck Hayward - căpitanul Dickinson
- Rafer Johnson - Cpl. Krump, trupa C din al 9-lea Regiment de Cavalerie
- Toby Michaels - Lucy Dabney (necreditat)
- Jack Mower - persoană în tribunal (necreditat)
- Fred Libby - Chandler Hubble (necreditat)